# Finale de la Ligue des champions féminine de l'UEFA 2017-2018
La finale de la Ligue des champions féminine 2017-2018 est la 17e finale de la Ligue des champions féminine de l'UEFA. Ce match de football a eu lieu le 24 mai 2018  au Stade Dynamo Lobanovski de Kiev, en Ukraine.
Elle oppose l'équipe française de l'Olympique Lyonnais, double champion en titre, à l'équipe allemande du VfL Wolfsbourg. Il s'agit de la troisième finale de Ligue des champions opposant ces deux clubs après celles de 2013 et de 2016, c'est également la co-finale la plus jouée de l'histoire de la compétition à égalité avec FFC Francfort-Umeå IK (3 fois). Au terme de la rencontre, l'Olympique Lyonnais l'emporte sur le score de 4 buts à 1 après prolongation, remportant la cinquième Ligue des champions de son histoire et la troisième d'affilée, battant ainsi deux records dans la compétition.

## Contexte
L'Olympique Lyonnais dispute sa troisième finale d'affilée en Ligue des champions féminine de l'UEFA et cherche à remporter un cinquième titre et remporte par la même occasion la belle sur le VfL Wolfsbourg après la finale perdue de 2013 et celle remportée de 2016.

## Match

### Arbitrage
La tchèque Jana Adámková est nommée arbitre de la finale par l'UEFA. Le reste du corps arbitral se compose de l'anglaise Sian Massey et de la croate Sanja Rodjak-Karšić en tant qu'assistants, et de l'ukrainienne Kateryna Monzul en tant que quatrième arbitre.

### Feuille de match
| Olympique Lyonnais · |                           |      |
| Titulaires :         |                           |      |
|                      |                           |      |
| 16                   | Sarah Bouhaddi            |      |
| 22                   | Lucy Bronze               |      |
| 3                    | Wendie Renard             |      |
| 29                   | Griedge Mbock             |      |
| 4                    | Selma Bacha               | 65e  |
| 26                   | Amandine Henry            |      |
| 5                    | Saki Kumagai              | 95e  |
| 7                    | Amel Majri                |      |
| 10                   | Dzsenifer Marozsán        |      |
| 9                    | Eugénie Le Sommer         | 114e |
| 14                   | Ada Hegerberg             |      |
|                      |                           |      |
| Remplaçants :        |                           |      |
| 1                    | Pauline Peyraud-Magnin    |      |
| 8                    | Jessica Houara-d'Hommeaux |      |
| 11                   | Kheira Hamraoui           |      |
| 19                   | Shanice van de Sanden     | 95e  |
| 20                   | Delphine Cascarino        | 65e  |
| 21                   | Kadeisha Buchanan         |      |
| 23                   | Camille Abily             | 114e |
|                      |                           |      |
| Entraîneur :         |                           |      |
| Reynald Pedros       |                           |      |

| VfL Wolfsbourg · |                          |     |
| Titulaires :     |                          |     |
|                  |                          |     |
| 1                | Almuth Schult            |     |
| 9                | Anna Blässe              |     |
| 4                | Nilla Fischer            |     |
| 28               | Lena Goeßling            |     |
| 16               | Noëlle Maritz            |     |
| 26               | Caroline Graham Hansen   | 46e |
| 7                | Sara Björk Gunnarsdóttir | 57e |
| 11               | Alexandra Popp           |     |
| 21               | Lara Dickenmann          | 89e |
| 17               | Ewa Pajor                |     |
| 22               | Pernille Harder          |     |
|                  |                          |     |
| Remplaçants :    |                          |     |
| 29               | Merle Frohms             |     |
| 6                | Katharina Baunach        |     |
| 8                | Babett Peter             |     |
| 24               | Joelle Wedemeyer         | 57e |
| 3                | Zsanett Jakabfi          |     |
| 27               | Isabel Kerschowski       | 89e |
| 10               | Tessa Wullaert           | 46e |
|                  |                          |     |
| Entraîneur :     |                          |     |
| Stephan Lerch    |                          |     |

| Olympique Lyonnais · |                           |      |
| Titulaires :         |                           |      |
|                      |                           |      |
| 16                   | Sarah Bouhaddi            |      |
| 22                   | Lucy Bronze               |      |
| 3                    | Wendie Renard             |      |
| 29                   | Griedge Mbock             |      |
| 4                    | Selma Bacha               | 65e  |
| 26                   | Amandine Henry            |      |
| 5                    | Saki Kumagai              | 95e  |
| 7                    | Amel Majri                |      |
| 10                   | Dzsenifer Marozsán        |      |
| 9                    | Eugénie Le Sommer         | 114e |
| 14                   | Ada Hegerberg             |      |
|                      |                           |      |
| Remplaçants :        |                           |      |
| 1                    | Pauline Peyraud-Magnin    |      |
| 8                    | Jessica Houara-d'Hommeaux |      |
| 11                   | Kheira Hamraoui           |      |
| 19                   | Shanice van de Sanden     | 95e  |
| 20                   | Delphine Cascarino        | 65e  |
| 21                   | Kadeisha Buchanan         |      |
| 23                   | Camille Abily             | 114e |
|                      |                           |      |
| Entraîneur :         |                           |      |
| Reynald Pedros       |                           |      |

| VfL Wolfsbourg · |                          |     |
| Titulaires :     |                          |     |
|                  |                          |     |
| 1                | Almuth Schult            |     |
| 9                | Anna Blässe              |     |
| 4                | Nilla Fischer            |     |
| 28               | Lena Goeßling            |     |
| 16               | Noëlle Maritz            |     |
| 26               | Caroline Graham Hansen   | 46e |
| 7                | Sara Björk Gunnarsdóttir | 57e |
| 11               | Alexandra Popp           |     |
| 21               | Lara Dickenmann          | 89e |
| 17               | Ewa Pajor                |     |
| 22               | Pernille Harder          |     |
|                  |                          |     |
| Remplaçants :    |                          |     |
| 29               | Merle Frohms             |     |
| 6                | Katharina Baunach        |     |
| 8                | Babett Peter             |     |
| 24               | Joelle Wedemeyer         | 57e |
| 3                | Zsanett Jakabfi          |     |
| 27               | Isabel Kerschowski       | 89e |
| 10               | Tessa Wullaert           | 46e |
|                  |                          |     |
| Entraîneur :     |                          |     |
| Stephan Lerch    |                          |     |

### Statistiques
| Statistique    | OL  | VfL Wolfsbourg |
| -------------- | --- | -------------- |
| Buts marqués   | 4   | 1              |
| Tirs           | 26  | 6              |
| Tirs cadrés    | 15  | 3              |
| Arrêts         | 2   | 11             |
| Possession     | 57% | 43%            |
| Corners        | 8   | 3              |
| Fautes         | 10  | 11             |
| Hors-jeu       | 2   | 2              |
| Cartons jaunes | 2   | 3              |
| Cartons rouges | 0   | 1              |